# Le Boullay-Mivoye
Le Boullay-Mivoye ist eine französische Gemeinde mit 529 Einwohnern (Stand: 1. Januar 2022) im Département Eure-et-Loir in der Region Centre-Val de Loire; sie gehört zum Arrondissement Dreux und zum Kanton Dreux-2. Die Einwohner werden Bétulois genannt.

## Geographie
Croisilles liegt etwa 23 Kilometer nordnordwestlich von Chartres. Umgeben wird Croisilles von den Nachbargemeinden Marville-Moutiers-Brûlé im Nordwesten und Norden, Charpont im Norden, Villemeux-sur-Eure im Nordosten und Osten, Le Boullay-Thierry im Osten und Südosten, Tremblay-les-Villages im Süden und Südwesten sowie Puiseux im Südwesten und Westen.
Durch die Gemeinde führt die Route nationale 154.

## Bevölkerungsentwicklung
| Jahr                       | 1962 | 1968 | 1975 | 1982 | 1990 | 1999 | 2006 | 2013 | 2020 |
| Einwohner                  | 223  | 233  | 266  | 347  | 353  | 344  | 407  | 453  | 506  |
| Quellen: Cassini und INSEE |      |      |      |      |      |      |      |      |      |

## Sehenswürdigkeiten
- Megalith
- Kirche Saint-Rémi aus dem 15./16. Jahrhundert

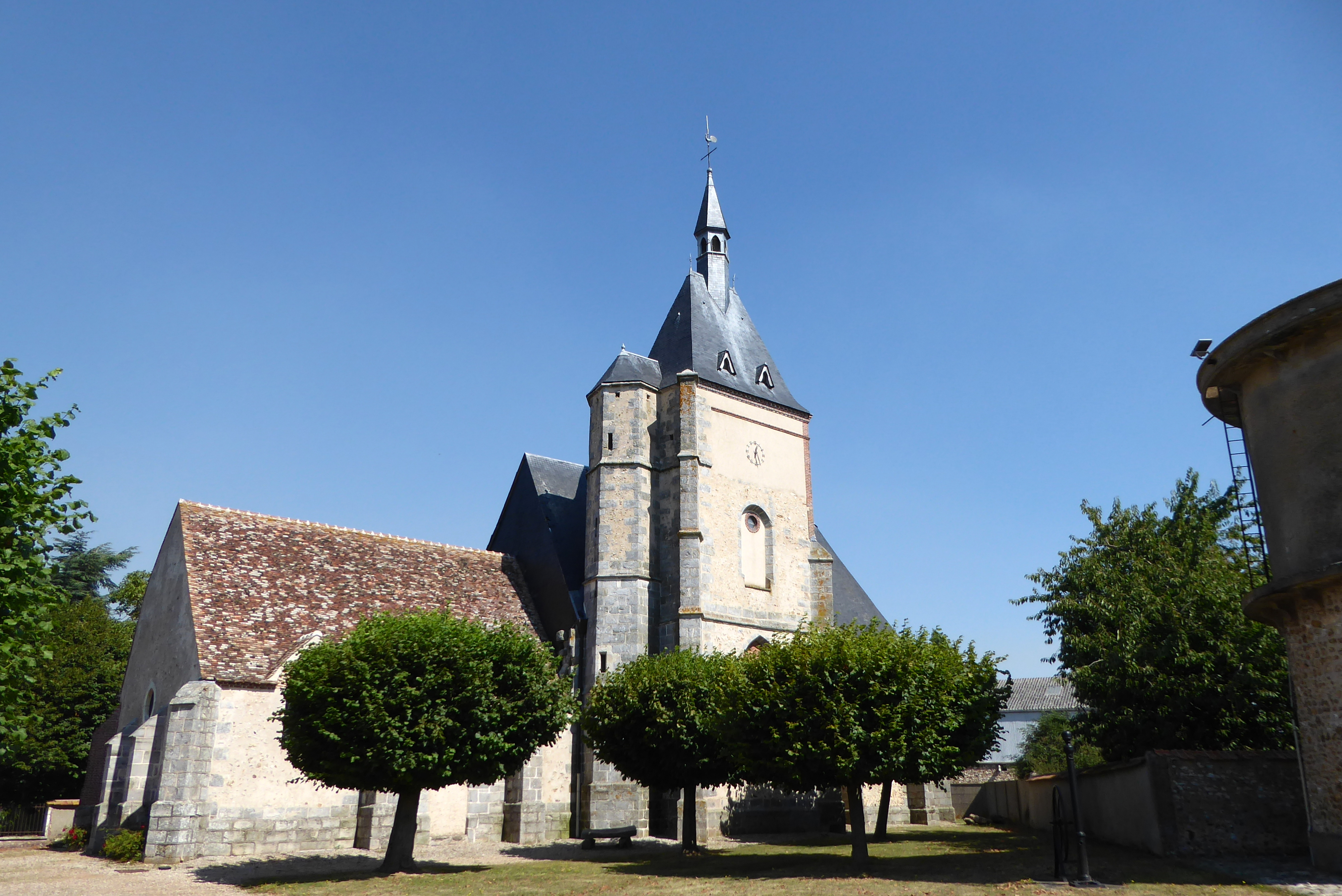
Kirche Saint-Rémi